# Alena Foukalová
Ing. Alena Foukalová, rozená Segeťová (* 24. října 1960 Nový Jičín) je česká daňová poradkyně a od 7. října 2011 byla prezidentkou Komory daňových poradců České republiky. 25. dubna 2012 byla z funkce prezidentky odvolána. Po ukončení gymnázia vystudovala ČVUT v Praze. Na začátku devadesátých let založila úspěšné hudební vydavatelství[zdroj?], poté se již začala plně věnovat daňovému poradenství.